# Mercedes-Benz M274
La sigla Mercedes-Benz M274 indica una famiglia di motori a scoppio alimentati a benzina prodotti a partire dal 2012 dalla casa automobilistica tedesca Mercedes-Benz.

## Caratteristiche

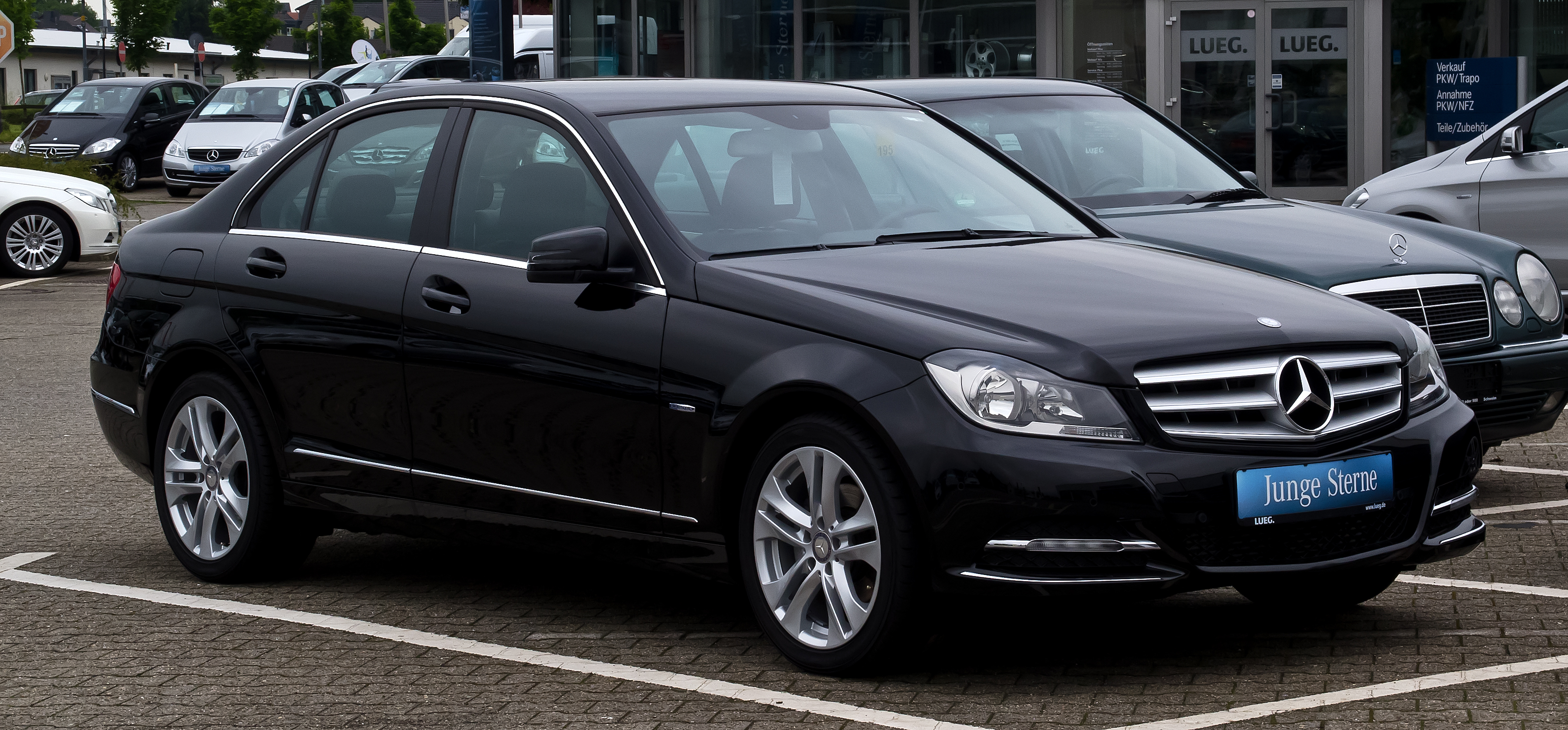
Il motore M274 ha esordito nella gamma della Classe C...

Destinata gradualmente a rimpiazzare i motori M271, questa famiglia di propulsori deriva direttamente da quella dei motori M270, simili in tutto e per tutto dal punto di vista strutturale, tranne per il fatto che i motori M274 sono stati modificati per essere montati longitudinalmente, mentre i motori M270 sono predisposti per il montaggio in senso trasversale. Tali motori sono realizzati interamente in lega di alluminio e sono caratterizzati dall'architettura a 4 cilindri in linea.  

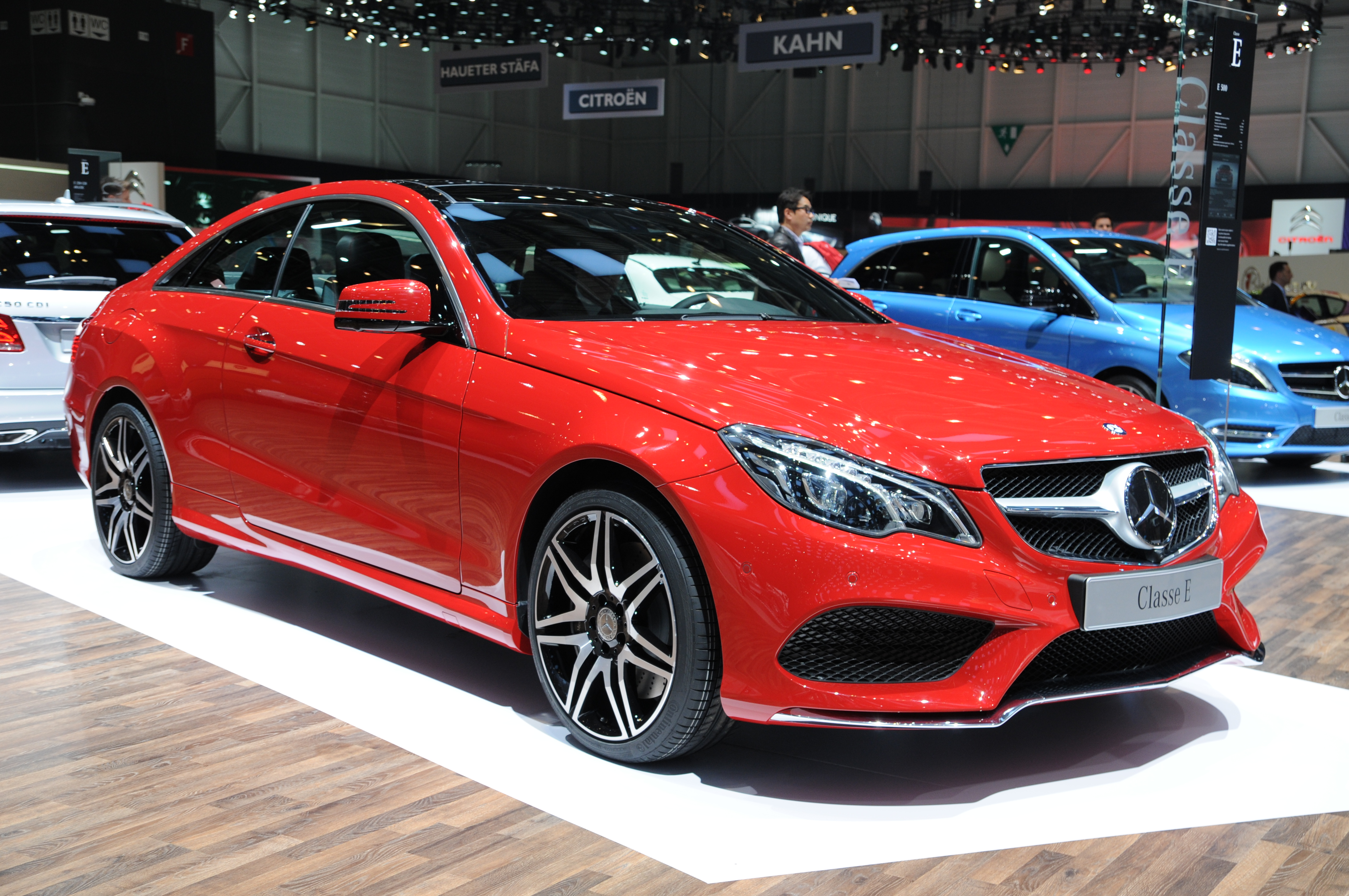
...ed è stato montato in seguito anche sulla gamma della Classe E, tra cui anche la Coupé

Essi si avvalgono dell'alimentazione ad iniezione diretta di terza generazione, una tecnologia inaugurata l'anno prima con la nascita dei motori M276 ed M278 e nota con il nome di BlueDIRECT. Gli iniettori utilizzati sono di tipo piezoelettrico e del tipo ad iniezione multipla. In più, il motore M274 si avvale della sovralimentazione, ottenuta mediante un turbocompressore, fatto che comunque non ha impedito il raggiungimento di un rapporto di compressione di 10.3:1, un valore piuttosto elevato anche per dei motori aspirati, ed ancor più se si tratta di sovralimentati. Ciò vale comunque solo per il motore da 1.6 litri, il più piccolo dei due, mentre l'altro, che invece è da 2 litri, è caratterizzato da un rapporti di compressione di 9.8:1.
Nel corso della sua carriera all'interno della variegata gamma Mercedes-Benz, il motore M274 è stato proposto anche in versione ibrida, e precisamente a partire dalla primavera del 2015, quando ad un'unità da 211 CV è stato accoppiato un motore elettrico da 82 CV, per una potenza totale combinata di 279 CV. Si è detto "combinata" in quanto la potenza totale, in questo come anche in altri casi di altri motori ibridi, non nasce dalla somma dei due valori massimi, bensì dalla rilevazione del valore di potenza raggiunto dall'intero sistema termico/elettrico durante il suo funzionamento.

## Applicazioni e versioni
Di seguito vengono riportate le caratteristiche e le applicazioni dei due motori M274. Tali applicazioni comprendono anche modelli della gamma Infiniti in virtù dell'alleanza fra Daimler AG e gruppo Renault-Nissan. Si tenga presente che la potenza totale erogabile dalle versioni ibride non è data dalla somma delle potenze dei due propulsori:
| Motore M274        |                        |                  |                          |                                   |                                         |                                                       |                    |
| Variante           | Alesaggio x corsa (mm) | Cilindrata (cm3) | Rapporto di compressione | Potenza CV/rpm                    | Coppia Nm/rpm                           | Applicazioni                                          | Anni di produzione |
| Varianti a benzina |                        |                  |                          |                                   |                                         |                                                       |                    |
| M274DE16AL red.    | 83x73.7                | 1595             | 10.3                     | 129/5000                          | 210/ 1200-4000                          | Mercedes-Benz C 160 W205                              | 05/2015-11/2019    |
| M274DE16AL         | 83x73.7                | 1595             | 10.3                     | 156/5000                          | 250/ 1250-4000                          | Mercedes-Benz C 180 W204                              | 04/2012-01/2014    |
| M274DE16AL         | 83x73.7                | 1595             | 10.3                     | 156/5000                          | 250/ 1250-4000                          | Mercedes-Benz C 180 S204/C204                         | 04/2012-06/2015    |
| M274DE16AL         | 83x73.7                | 1595             | 10.3                     | 156/5000                          | 250/ 1250-4000                          | Mercedes-Benz C 180 W205                              | dal 02/2014        |
| M274DE16AL         | 83x73.7                | 1595             | 10.3                     | 156/5000                          | 250/ 1250-4000                          | Mercedes-Benz SLC 180 R172                            | 01/2016-05/2019    |
| M274DE20AL NGD     | 83x92                  | 1991             | 11                       | 156/5000                          | 270/ 1250-4000                          | Mercedes-Benz E 200 NGD W212                          | 02/2014-07/2016    |
| M274DE20AL red.    | 83x92                  | 1991             | 9.8                      | 184/5500                          | 300/ 1200-4000                          | Mercedes-Benz C 200 W205                              | 02/2014-04/2018    |
| M274DE20AL red.    | 83x92                  | 1991             | 9.8                      | 184/5500                          | 300/ 1200-4000                          | Mercedes-Benz E 200 W212                              | 03/2013-07/2016    |
| M274DE20AL red.    | 83x92                  | 1991             | 9.8                      | 184/5500                          | 300/ 1200-4000                          | Mercedes-Benz E 200 Coupé e Cabriolet C207/A207       | 04/2013-12/2016    |
| M274DE20AL red.    | 83x92                  | 1991             | 9.8                      | 184/5500                          | 300/ 1200-4000                          | Mercedes-Benz E 200 W213                              | 02/2016-05/2019    |
| M274DE20AL red.    | 83x92                  | 1991             | 9.8                      | 184/5500                          | 300/ 1200-4000                          | Mercedes-Benz E 200 Coupé C238 / E 200 Cabriolet A238 | 04/2017-09/2019    |
| M274DE20AL red.    | 83x92                  | 1991             | 9.8                      | 184/5500                          | 300/ 1200-4000                          | Mercedes-Benz SLK 200 R172                            | 03/2011-04/2015    |
| M274DE20AL red.    | 83x92                  | 1991             | 9.8                      | 184/5500                          | 300/ 1200-4000                          | Mercedes-Benz SLC 200 R172                            | 05/2015-03/2020    |
| M274DE20AL red.    | 83x92                  | 1991             | 9.8                      | 184/5500                          | 300/ 1200-4000                          | Mercedes-Benz GLK 200                                 | 10/2013-06/2015    |
| M274DE20AL         | 83x92                  | 1991             | 9.8                      | 211/5500                          | 350/ 1200-4000                          | Mercedes-Benz C 250 W205                              | 06/2014-04/2018    |
| M274DE20AL         | 83x92                  | 1991             | 9.8                      | 211/5500                          | 350/ 1200-4000                          | Mercedes-Benz E 250 W212                              | 03/2013-07/2016    |
| M274DE20AL         | 83x92                  | 1991             | 9.8                      | 211/5500                          | 350/ 1200-4000                          | Mercedes-Benz E 250 Coupé e Cabriolet C207/A207       | 04/2013-12/2016    |
| M274DE20AL         | 83x92                  | 1991             | 9.8                      | 211/5500                          | 350/ 1200-4000                          | Mercedes-Benz E 250 W213                              | 07/2016-04/2018    |
| M274DE20AL         | 83x92                  | 1991             | 9.8                      | 211/5500                          | 350/ 1200-4000                          | Mercedes-Benz GLK 250 BlueEFFICIENCY X204             | 06/2013-06/2015    |
| M274DE20AL         | 83x92                  | 1991             | 9.8                      | 211/5500                          | 350/ 1200-4000                          | Mercedes-Benz GLC 250                                 | 07/2015-04/2019    |
| M274DE20AL         | 83x92                  | 1991             | 9.8                      | 211/5500                          | 350/ 1200-4000                          | Infiniti Q30 2.0t                                     | 12/2015-03/2020    |
| M274DE20AL         | 83x92                  | 1991             | 9.8                      | 211/5500                          | 350/ 1200-4000                          | Infiniti Q50 2.0t                                     | dal 09/2014        |
| M274DE20AL         | 83x92                  | 1991             | 9.8                      | 211/5500                          | 350/ 1200-4000                          | Infiniti Q60 2.0t                                     | 10/2016-08/2019    |
| M274DE20AL         | 83x92                  | 1991             | 9.8                      | 211/5500                          | 350/ 1200-4000                          | Infiniti Q70 2.0t                                     | 11/2018-08/2022    |
| M274DE20AL         | 83x92                  | 1991             | 9.8                      | 211/5500                          | 350/ 1200-4000                          | Infiniti QX30 2.0t                                    | 03/2016-03/2020    |
| M274DE20AL         | 83x92                  | 1991             | 9.8                      | 245/5500                          | 370/ 1300-4000                          | Mercedes-Benz C 300 W205                              | 01/2015-06/2018    |
| M274DE20AL         | 83x92                  | 1991             | 9.8                      | 245/5500                          | 370/ 1300-4000                          | Mercedes-Benz E 300 W213                              | 07/2016-05/2019    |
| M274DE20AL         | 83x92                  | 1991             | 9.8                      | 245/5500                          | 370/ 1300-4000                          | Mercedes-Benz E 300 Coupé C238 / E 300 Cabriolet A238 | 04/2017-09/2019    |
| M274DE20AL         | 83x92                  | 1991             | 9.8                      | 245/5500                          | 370/ 1300-4000                          | Mercedes-Benz SLC 300 R172                            | 05/2015-03/2020    |
| M274DE20AL         | 83x92                  | 1991             | 9.8                      | 245/5500                          | 370/ 1300-4000                          | Mercedes-Benz GLC 300 4MATIC W253                     | 11/2016-04/2019    |
| M274DE20AL         | 83x92                  | 1991             | -                        | 258/6100                          | 370/ 1800-4000                          | Mercedes-Benz GLE 350 4MATIC V167                     | dal 2019           |
| Varianti ibride    |                        |                  |                          |                                   |                                         |                                                       |                    |
| M274DE20AL         | 83x92                  | 1991             | 9.8                      | 211/5500 + 88 CV (totale 279 CV)  | 350/ 1200-4000 + 280 Nm (totale 600 Nm) | Mercedes-Benz C 350e W205                             | 03/2015-04/2018    |
| M274DE20AL         | 83x92                  | 1991             | 9.8                      | 211/5500 + 88 CV (totale 286 CV)  | 350/ 1200-4000 + 440 Nm (totale 600 Nm) | Mercedes-Benz E 350e W213                             | 09/2016-04/2018    |
| M274DE20AL         | 83x92                  | 1991             | 9.8                      | 211/5500 + 116 CV (totale 320 CV) | 560                                     | Mercedes-Benz GLC 350e X253                           | 06/2016-08/2018    |
| M274DE20AL         | 83x92                  | 1991             | 9.8                      | 211/5500 + 122 CV (totale 320 CV) | 350/ 1200-4000 + 440 Nm (totale 700 Nm) | Mercedes-Benz C 300 e W205                            | 09/2019-02/2021    |
| M274DE20AL         | 83x92                  | 1991             | 9.8                      | 211/5500 + 122 CV (totale 320 CV) | 350/ 1200-4000 + 440 Nm (totale 700 Nm) | Mercedes-Benz E 300 e Plug-in W213                    | dall'11/2018       |